# Бівол Дмитро Юрійович
Дмитро Юрійович Бівол (рос. Бивол Дмитрий Юрьевич, 18 грудня 1990, Токмак, Киргизька РСР) — російський боксер-професіонал. Бронзовий призер чемпіонату світу з боксу серед юнаків (2008), срібний призер Літньої Універсіади (2013), чемпіон Всесвітніх ігор бойових мистецтв (2013). Абсолютний чемпіон світу (2025) в напівважкій вазі. Чемпіон світу за версіями WBA (2017 — 2024, 2025), WBC (2025), WBO (2025), IBF (2025), IBO (2023 — 2024, 2025) та журналу «Ринг» в напівважкій вазі. Майстер спорту Росії міжнародного класу.

## Бівол проти Бетербієва
12 жовтня 2024 року зустрівся в об'єднавчому бою з чемпіоном за трьома версіями росіянином Артуром Бетербієвим, який виходив на бій під канадським прапором, і в конкурентному бою зазнав поразки рішенням більшості суддів.
22 лютого 2025 року в такому ж непростому для підрахунків реванші рішенням більшості отримав перемогу, відібравши у Бетербієва звання абсолютного чемпіона світу в напівважкій вазі. Бівол став другим після Джермейна Тейлора боксером, який завоював 4 чемпіонських титули основних версій в одному бою.
У квітні 2025 року, відмовившись захищати титул чемпіона WBC проти Девіда Бенавідеса, відмовився від цього титулу заради третього бою з Артуром Бетербієвим.

## Таблиця боїв
| 24 Перемоги (12 нокаутом, 12 рішенням), 1 Поразка (1 рішенням) |                          |        |         |     |                   |                                                      | |
| Результат                                                      | Противник                | Спосіб | Раунд   | Час | Дата              | Місце проведення                                     | Примітки |
| 25 (24-1)                                                      | Артур Бетербієв          | MD     | 12      |     | 22 лютого 2025    | The Venue Riyadh Season, Ріяд, Саудівська Аравія     | Завоював титули чемпіона за версіями WBA (Super), IBF, WBC, WBO та журналу «Ринг» у напівважкій вазі.                                                                       |
| 24 (23-1)                                                      | Артур Бетербієв          | MD     | 12      |     | 12 жовтня 2024    | Kingdom Arena, Ріяд, Саудівська Аравія               | Втратив титул чемпіона за версією WBA (Super) у напівважкій вазі (13-й захист Бівола). Бій за титули чемпіона IBF, WBC, WBO та вакантний журналу «Ринг» у напівважкій вазі. |
| 23 (23-0)                                                      | Малік Зінад              | TKO    | 6 (12)  |     | 1 червня 2024     | Kingdom Arena, Ріяд, Саудівська Аравія               | Захистив титули чемпіона за версіями WBA (Super) (12-й захист Бівола) і IBO (1-й захист Бівола) у напівважкій вазі                                                          |
| 22 (22-0)                                                      | Ліндон Артур             | UD     | 12      |     | 23 грудня 2023    | Kingdom Arena, Ріяд, Саудівська Аравія               | Захистив титул чемпіона за версією WBA (Super) у напівважкій вазі (11-й захист Бівола). Завоював титул чемпіона за версією IBO у напівважкій вазі.                          |
| 21 (21-0)                                                      | Хільберто Рамірес        | UD     | 12      |     | 5 жовтня 2022     | Etihad Arena, Абу-Дабі, ОАЕ                          | Захистив титул чемпіона за версією WBA (Super) у напівважкій вазі (10-й захист Бівола)                                                                                      |
| 20 (20-0)                                                      | Сауль Альварес           | UD     | 12      |     | 7 травня 2022     | Ті-Мобіл Арена, Парадайз, Невада, США                | Захистив титул чемпіона за версією WBA (Super) у напівважкій вазі (9-й захист Бівола)                                                                                       |
| 19 (19-0)                                                      | Умар Саламов (26-1)      | UD     | 12      |     | 11 грудня 2021    | КРК «Уралец», Єкатеринбург, Росія                    | Захистив титул чемпіона за версією WBA (Super) у напівважкій вазі (8-й захист Бівола)                                                                                       |
| 18 (18-0)                                                      | Крейг Річардс (16-1-1)   | UD     | 12      |     | 1 травня 2021     | Manchester Arena, Манчестер, Велика Британія         | Захистив титул чемпіона за версією WBA (Super) у напівважкій вазі (7-й захист Бівола)                                                                                       |
| 17 (17-0)                                                      | Ленін Кастільйо (20-2-1) | UD     | 12      |     | 12 жовтня 2019    | Wintrust Arena, Чикаго, Іллінойс, США                | Захистив титул чемпіона за версією WBA у напівважкій вазі (6-й захист Бівола)                                                                                               |
| 16 (16-0)                                                      | Джо Сміт (24-2)          | UD     | 12      |     | 9 березня 2019    | Turning Stone Resort & Casino, Верона, штат Нью-Йорк | Захистив титул чемпіона за версією WBA у напівважкій вазі (5-й захист Бівола)                                                                                               |
| 15 (15-0)                                                      | Жан Паскаль (33-5-1)     | UD     | 12      |     | 24 листопада 2018 | Hard Rock Hotel & Casino, Атлантік-Сіті, Нью-Джерсі  | Захистив титул чемпіона за версією WBA у напівважкій вазі (4-й захист Бівола)                                                                                               |
| 14 (14-0)                                                      | Айзек Чілемба (25-5-2)   | UD     | 12      |     | 4 серпня 2018     | Hard Rock Hotel & Casino, Атлантік-Сіті, Нью-Джерсі  | Захистив титул чемпіона за версією WBA у напівважкій вазі (3-й захист Бівола)                                                                                               |
| 13 (13-0)                                                      | Салліван Баррера (21-1)  | TKO    | 12 (12) |     | 3 березня 2018    | Медісон-сквер-гарден, Нью-Йорк                       | Захистив титул чемпіона за версією WBA у напівважкій вазі (2-й захист Бівола)                                                                                               |
| 12 (12-0)                                                      | Трент Бродхерст (20-1)   | KO     | 1 (12)  |     | 4 листопада 2017  | Salle des Etoiles, Монте-Карло, Монако               | Захистив титул чемпіона за версією WBA у напівважкій вазі (1-й захист Бівола)                                                                                               |
| 11 (11-0)                                                      | Седрик Агнью (29-2)      | TKO    | 4 (10)  |     | 17 червня 2017    | Мандалай-Бей, Лас-Вегас, Невада                      | |
| 10 (10-0)                                                      | Семюел Кларксон (19-3)   | TKO    | 4 (12)  |     | 14 квітня 2017    | MGM National Harbor, Оксон-Гілл, Меріленд            | Захистив титул «тимчасового» чемпіона за версією WBA у напівважкій вазі (2-й захист Бівола)                                                                                 |
| 9 (9-0)                                                        | Роберт Беррідж (29-5-1)  | TKO    | 4 (12)  |     | 23 лютого 2017    | Металлург Форум, Нижній Тагіл                        | Захистив титул «тимчасового» чемпіона за версією WBA у напівважкій вазі (1-й захист Бівола)                                                                                 |
| 8 (8-0)                                                        | Євген Махтієнко (8-5)    | UD     | 10      |     | 29 жовтня 2016    | Арена, Єкатеринбург, Росія                           | |
| 7 (7-0)                                                        | Фелікс Валера (13-0)     | UD     | 12      |     | 21 травня 2016    | Мегаспорт, Москва, Росія                             | Завоював титул «тимчасового» чемпіона за версією WBA у напівважкій вазі. |